# Mario Aldo Montano
Mario Aldo Montano (Livorno, 1º maggio 1948) è un ex schermidore italiano, specializzato nella sciabola.

## Biografia
Figlio di Aldo Montano sr., cugino di Carlo Montano, Mario Tullio Montano e Tommaso Montano e padre di Aldo Montano, appartiene alla famiglia di schermidori livornesi dei Montano.
Soprannominato "Mauzzino", è cresciuto schermisticamente sotto la guida del Maestro Athos Perone presso il Circolo Scherma Fides di Livorno.
È stato uno dei maggiori schermidori italiani degli anni 1970, vincitore di una medaglia d'oro e due d'argento nella sciabola ai giochi olimpici di Monaco di Baviera del 1972 (oro in squadra con Rolando Rigoli, Mario Tullio Montano, Michele Maffei e Cesare Salvadori), Montreal del 1976 e Mosca del 1980; vinse anche una Coppa del mondo.

## Palmarès
In carriera ha ottenuto i seguenti risultati:
Giochi olimpici
Individuale
A squadre
- Oro nella sciabola a Monaco di Baviera 1972
- Argento nella sciabola a Montréal 1976
- Argento nella sciabola a Mosca 1980

Mondiali
Individuale
- Oro nella sciabola a Göteborg 1973
- Oro nella sciabola a Grenoble 1974

A squadre
- Argento nella sciabola a Melbourne 1979
- Bronzo nella sciabola a Vienna 1971
- Bronzo nella sciabola a Göteborg 1973
- Bronzo nella sciabola a Grenoble 1974
- Bronzo nella sciabola ad Amburgo 1978

Mondiali militari
Individuale
- Oro nella sciabola a Grosseto 1970

A squadre
- Oro nella sciabola a Grosseto 1970

Coppa del Mondo
Individuale
- nella classifica generale della sciabola 1973-74

Campionati italiani
Individuale
- Oro nella sciabola nel 1973
- Oro nella sciabola nel 1974
- Oro nella sciabola nel 1975
- Oro nella sciabola a Livorno 1979

A squadre